# 黄登駅
黄登駅（ファンドゥンえき）は、大韓民国全北特別自治道益山市にある韓国鉄道公社（KORAIL）の駅である。2017年現在、停車する旅客列車は存在せず、貨物のみ取り扱っている。

## 路線
- 韓国鉄道公社
  - 湖南線

## 歴史
- 1912年3月6日 - 普通駅として開業[1]。
- 1982年5月7日 - 駅舎着工。
- 1982年9月4日 - 駅舎竣工。
- 1991年1月1日 - 手荷物取り扱い停止[2]。
- 1997年6月1日 - 配置簡易駅に格下げ[3]。
- 2004年9月1日 - 貨物取り扱い停止[4]。
- 2004年12月10日 - 無配置簡易駅に格下げ[5]。
- 2005年8月1日 - 駅員完全撤退。
- 2008年12月1日 - 旅客取り扱い停止
- 2012年9月8日 - 貨物取り扱い再開。同時に普通駅に昇格。

## 隣の駅
韓国鉄道公社
湖南線
咸悦駅 - 黄登駅 - 益山駅